# 岡本光太郎
岡本 光太郎（おかもと こうたろう、1973年9月22日 - ）は、日本の俳優。千葉県出身。イトーカンパニー所属。
千葉県立市川東高等学校卒業、バレーボール部に所属していた。

## 出演

### 映画
- 伊藤潤二 恐怖COLLECTION〜首吊り気球（2000年）
- るろうに剣心（2012年）
- ジョバンニの島（2014年） - 島民

### テレビドラマ
- ドンウォリー!（1998年、関西テレビ）
- タブロイド（1998年、フジテレビ）
- サラリーマン金太郎（1999年、TBS）
- 可愛いだけじゃダメかしら? 最終話（1999年3月15日、テレビ朝日）
- ヤマダ一家の辛抱（1999年、TBS）
- 悪いオンナ「ルーズソックス刑事」（2000年、TBS）
- ただいま満室（2000年、テレビ朝日）
- 愛のことば（2001年、東海テレビ）
- 金田一少年の事件簿（2001年、日本テレビ） - 渡辺鐘 役
- 金曜エンタテイメント「地獄の花嫁2〜ウェディングドレス殺人亡霊の復讐〜」（2001年、フジテレビ）
- 月曜ミステリー劇場「浅見光彦シリーズ16 坊っちゃん殺人事件」（2001年、TBS）
- ロッカーのハナコさん（2002年、NHK）
- 三毛猫ホームズの犯罪学講座（2002年、TBS）
- 恋とおしゃれと男のコ（2002年、BS-i）
- 最後の弁護人 第9話（2003年、日本テレビ）
- 怪談新耳袋「板人形」（2003年、BS-i）
- 恋する日曜日 第6話（2003年、BS-i）
- 永遠の君へ（2004年、東海テレビ）
- バツ彼（2004年、TBS）
- ミステリー民俗学者 八雲樹 第5・6話（2004年、テレビ朝日）
- anego[アネゴ]（2005年、日本テレビ）
  - anego〜アネゴspecial〜（2005年、日本テレビ）
- 月曜ミステリー劇場「女金融道シリーズ2」（2005年、TBS）
- 上を向いて歩こう〜坂本九物語〜（2005年、テレビ東京） - 長谷川明男 役
- 水曜ミステリー9 家政婦春子　他人の不幸は蜜の味−嫁姑　殺意の接点－（2005年10月5日） - 塚原克巳 役
- 次郎長背負い富士（2006年、NHK）
- 新春ワイド時代劇「忠臣蔵 瑤泉院の陰謀」（2007年、テレビ東京）
- 火曜ドラマゴールド「美貌のメス 脳神経外科医・津山慶子」（2007年、日本テレビ） - 望月実 役
- 暴れん坊ママ（2007年、フジテレビ） - 花輪大輝の父・英二 役
- ガリレオ 第五章「絞殺る」（2007年、フジテレビ） - 矢島忠昭 役
- 土曜ワイド劇場「炎の警備隊長・五十嵐杜夫6・完全密室ビル美女殺人!」（2007年、朝日放送） - 藤本栄一 役
- 篤姫（2008年、NHK） - 川上筑後 役
- おせん 第伍話（2008年、日本テレビ） - 翼山 役
- ウォーキン☆バタフライ 第8話（2008年、テレビ東京）
- 月曜ゴールデン・警視庁三係・吉敷竹史の殺人捜査シリーズ4・幽体離脱殺人事件（2008年、TBS）
- 水戸黄門第39部 第6話「スッたもんだの初手柄・倉敷」（2008年、TBS） - 結城新三郎 役
- RESCUE 特別高度救助隊（2009年、TBS） - 荒井隊長役
- 必殺仕事人2009 第11話「仕事人、死す!!」（2009年4月10日） - 末吉 役
- 働くゴン!（2009年、日本テレビ） - 江戸川署刑事 役
- 天使のわけまえ（2010年7月、NHK）
- 金曜プレステージ「十津川刑事の肖像3・危険な判決」（2010年、フジテレビ） - 上条雄一郎 役
- 土曜ワイド劇場「逆転報道の女」（2012年、朝日放送） - 阿久津卓也 役
- 水曜ミステリー9 嘘の証明 犯罪心理分析官・梶原圭子1（2012年） ‐ 沢村勝
- 金曜プレステージ「山村美紗サスペンス 黒の滑走路2・花婿がみた悪魔」（2012年、フジテレビ） - 宮本恒行 役
- 相棒 season11（2013年3月20日、テレビ朝日） - 王勇 役
- 土曜ワイド劇場「広域警察4・〜東京〜札幌〜登別温泉、殺人犯は何処へ消えたのか?」（2013年、朝日放送） - 丸山隆一 役
- ダンダリン 労働基準監督官 第10話、最終話（2013年12月、日本テレビ） - 蓮沼譲 役
- 仮面ライダー鎧武 第11話（2013年12月22日、テレビ朝日） - 研究員 役